# Wielersport op de Middellandse Zeespelen 2009
Wielersport is een van de sporten die beoefend werden tijdens de Middellandse Zeespelen 2009 in Pescara, Italië. Er waren drie onderdelen: twee voor mannen, een voor vrouwen.

## Uitslagen

#### Mannen
| Event   | Goud           | Zilver        | Brons              |
| ------- | -------------- | ------------- | ------------------ |
| Wegrit  | Enrico Peruffo | Marko Kump    | Andrea Guardini    |
| Tijdrit | Adriano Malori | Tony Gallopin | Ioannis Tamouridis |

#### Vrouwen
| Event  | Goud           | Zilver         | Brons            |
| ------ | -------------- | -------------- | ---------------- |
| Wegrit | Luisa Tamanini | Julie Krasniak | Giorgia Bronzini |

## Medaillespiegel
| Plaats | Land        | Goud | Zilver | Brons | Totaal |
| 1      | Italië      | 3    | 0      | 2     | 5      |
| 2      | Frankrijk   | 0    | 2      | 0     | 2      |
| 3      | Slovenië    | 0    | 1      | 0     | 1      |
| 4      | Griekenland | 0    | 0      | 1     | 1      |
| Totaal | Totaal      | 3    | 3      | 3     | 9      |

1955 · 1959 · 1963 · 1967 · 1971 · 1975 · 1979 · 1983 · 1987 · 1991 · 1993 · 1997 · 2001 · 2005 · 2009 · 2013 · 2018 · 2022
Atletiek · Basketbal · Bocce · Boksen · Gewichtheffen · Golf · Gymnastiek · Handbal · Judo · Kanovaren · Karate · Paardensport · Roeien · Schermen · Schietsport · Tafeltennis · Tennis · Voetbal · Volleybal · Waterpolo · Waterskiën · Wielersport · Worstelen · Zeilen · Zwemmen